# Juana de Divion

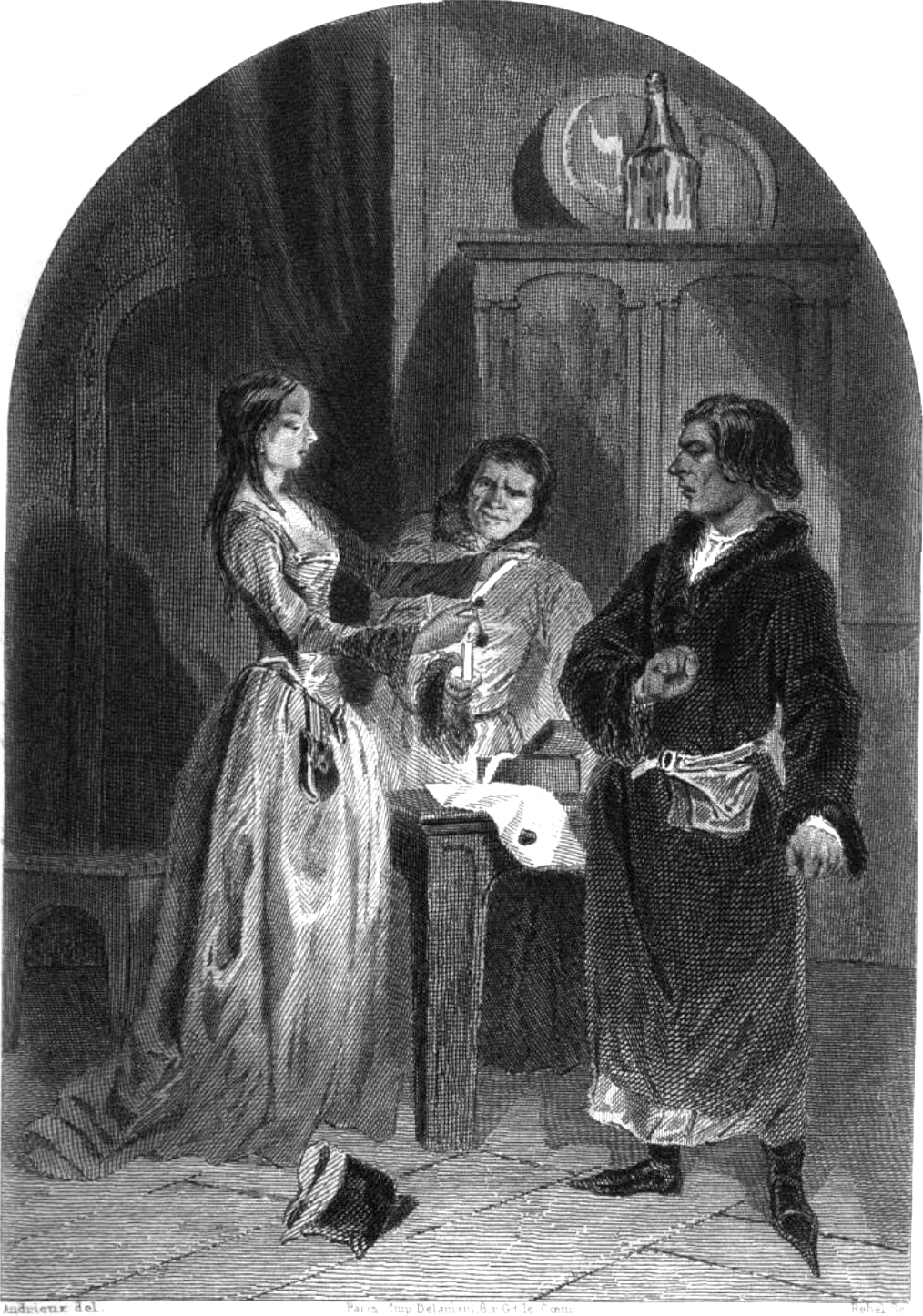
Juana de Divion.

Juana de Divion (en francés, Jeanne de Divion; h. 1293 - París, 6 de octubre de 1331) fue una aventurera francesa.

## Biografía
Era hija y heredera de Havet de Divion, gentilhombre de la castellanía de Béthune, heredero de una de las más ilustres familias de Artois, pero completamente arruinado. Para revitalizar su fortunas, se casó con Sara Louchard, hija de un rico banquero judío de Arras. 
Havet se unió en 1315 a la liga de los barones dirigida por Roberto III de Artois, rebeldes contra la condesa Matilde de Artois (1268-1329). Se apropió de los bienes que poseía, en Houdain, Thierry Larchier de Hirson (canciller de la condesa Matilde de Artois y obispo de Arras).
De una gran belleza y una inteligencia viva, Juana de Divion heredó de su padre un espíritu de intriga y de su madre el don de la lucidez. Como su madre, hizo un buen matrimonio casándose con el representante de uno de los más antiguos linajes nobles de Champaña, el caballero artesano Pierre de Broyes. Versada en astrología, llevó una vida disoluta y se convirtió, a partir del año 1316, en la concubina del obispo Thierry Larchier de Hirson.
A la muerte del obispo en 1328, la condesa Matilde fue albacea testamentaria de su antiguo canciller; hizo que se entregara a Juana de Divion la suma de 3.000 libras que él le había legado, pero atacó el testamento en cuanto basado en una relación adúltera con un obispo, y obtuvo la restitución. Juana de Divion fue arrestada y puesta bajo la guarda de Martin de Neufport, sargento del prebostazgo de Beauquesne, a quien consiguió convencer de que la llevara a París para implorar la protección de Matilde. Consiguió escapar y se reencontró con Roberto de Artois a quien entregó falsos títulos que le permitieran reclamar el condado de Artois del que había sido desposeído. Fue entonces cuando murieron repentinamente tanto Matilde de Artois (-1329) como su hija Juana II de Borgoña (-1330); los rumores acusaban a Juana y Roberto de envenenarlos. 
Descubierta la falsedad de las escrituras, el rey Felipe VI de Valois hizo arrestar, en 1331, a Juana de Divion por Mahieu Maistrier, sargento de armas de Juana III de Borgoña, condesa de Borgoña y de Artois, a fin de entregarla al parlamento. Fue condenada y quemada viva, en la plaza de los Pourceaux, en París junto a la puerta de Saint-Honoré.

## Obras y adaptaciones

### Juana de Divion enLos Reyes Malditos
Juana de Divion aparece en el VI libro de Los Reyes Malditos de Maurice Druon. Fue encarnada por Annie Bertin en la adaptación televisiva hecha por Claude Barma, en 1971 y por Sophie Broustal en la de Josée Dayan, en 2004.
Druon se alejó de la realidad histórica al hacer de Juana, un personaje secundario de comparsa. Es descrita como una intrigante de la pequeña burguesía, tonta, charlatana y sin una personalidad real.
O, en realidad, todos los testimonios de su época le reconocieron un espíritu superior puesto al servicio de una causa bien malvada. Roberto de Artois la trató como una igual: era noble y él nunca la hubiera tuteado o amenazado como una vulgar falsificadora. Reconocen igualmente la belleza de Juana – en latín, formosa pellex – y su gran perversidad. Curiosamente el personaje de Beatriz de Hirson es un resumen del personaje de Juana de Divion.